# غريغ أيرونز
غريغ أيرونز (بالإنجليزية: Greg Irons)‏ هو رسام رسوم متحركة وفنان ورسام كارتون أمريكي، ولد في 29 سبتمبر 1947 في فيلادلفيا في الولايات المتحدة، وتوفي في 13 نوفمبر 1984 في بانكوك في تايلاند.